# Marije Joling
Marije Joling (* 30. September 1987) ist eine niederländische Eisschnellläuferin.

## Werdegang
Joling debütierte im Weltcup im November 2010 in Heerenveen. Dort belegte sie den 12. Platz über 3000 m. Bei den folgenden Weltcups erreichte sie in Berlin mit dem zweiten Platz in der Teamverfolgung und dem dritten Rang in Hamar ihre ersten Podestplatzierungen im Weltcup. Zu Beginn der Saison 2012/13 wurde sie niederländische Meisterin über 5000 m. Im weiteren Saisonverlauf kam sie beim Weltcup in Kolomna mit dem dritten Rang über 3000 m erstmals im Einzel aufs Podium. Ebenfalls in der Saison errang sie in Heerenveen auf den zweiten Platz in der Teamverfolgung. Zu Beginn der Saison 2014/15 holte sie Obihiro in der Teamverfolgung ihren ersten Weltcupsieg. Beim Weltcup in Berlin belegte sie den zweiten Rang über 3000 m und den ersten Platz in der Teamverfolgung. Im weiteren Saisonverlauf errang sie beim Weltcup in Hamar den dritten Platz über 1500 m und in Erfurt den zweiten Platz über 3000 m. Bei den Eisschnelllauf-Einzelstreckenweltmeisterschaften 2015 in Heerenveen gewann sie Bronze über 3000 m und Silber in der Teamverfolgung. Die Saison beendete sie auf den siebten Platz im Weltcup über 1500 m und den vierten Rang im Weltcup über 3000/5000 m.

## Persönliche Bestzeiten
- 500 m      39,24 s (aufgestellt am 7. März 2015 in Calgary)
- 1000 m    1:18:11 min (aufgestellt am 3. November 2012 in Heerenveen)
- 1500 m    1:56:85 min (aufgestellt am 15. Februar 2015 in Heerenveen)
- 3000 m    4:02:85 min (aufgestellt am 7. März 2015 in Calgary)
- 5000 m    7:03:19 min (aufgestellt am 30. Dezember 2013 in Heerenveen)